# Le Tonnerre de Jupiter
Le Tonnerre de Jupiter, també coneguda com Jupiter's Thunderballs, és un curtmetratge mut francès del 1903 dirigit per Georges Méliès. Va ser venut per la Star Film Company de Méliès i està numerat del 503–505 als seus catàlegs.

## Argument
Dalt entre els núvols, Júpiter es troba amb Mercuri i convoca pedestals per a totes les Muses. Intenta fer aparèixer les Muses utilitzant els seus raigs, però troba que els parabolts no funcionen. Els envia Hefest per a reparacions, i després d'algunes proves i errors, aconsegueix convocar les nou Muses.
Totes les Muses comencen a interpretar les seves diferents arts; Júpiter està inicialment satisfet, però la cacofonia aviat l'aclapara, i finalment envia les Muses als seus pedestals. Mercuri i Hefest tornen, fent encara més soroll, i Júpiter desterra tota la companyia amb els seus trons. No obstant això, aquesta vegada el poder li surt contra ell, i Júpiter es retira precipitadament mentre els raigs es descontrolen.

## Producció i temes
La pel·lícula s'anuncia al catàleg estatunidenc de Méliès com "un burlesque mitològic" i, de fet, és una mirada altament paròdica a la mitologia, probablement una parodia en llibertat dels records de Méliès sobre l'aprenentatge de Clàssics a l'escola. Júpiter és interpretat pel mateix Méliès com un paper còmic obès, mentre que Mercuri és una referència falsificada a la cançó de Mercuri a l'òpera de Jacques Offenbach Orphée aux enfers. Els efectes especials de la pel·lícula es creen utilitzant maquinària escènica, pirotècnia i escamoteigs.
L'estudiós de clàssics Pantelis Michelakis, destacant les interaccions de Júpiter amb les muses, veu la pel·lícula com una al·legoria en la qual Júpiter representa el cineasta, "el nou mestre de les arts, amb el poder d'evocar la pintura, l'escultura, la cançó, la música i la dansa. per combinar-los en un espectacle intermedi i interactiu, però també per sufocar la seva insubordinació."